# Li Chevalier
Li Chevalier (en chino simplificado: 诗蓝, pinyin: Shī Lán) nació en Pekín el 30 de marzo de 1961. Es una creadora, pintora y artista plástica francesa. Aunque su país natal es China, consiguió la nacionalidad francesa en 1986. Su obra representa una unión entre Europa y Asia que integra ambos continentes.
Li Chevalier es miembro de la Fundación Taylor y de la ADAGP (Sociedad de Autores de Artes Gráficas y Plásticas de Francia). Desde 2010, el Museo de Arte Contemporáneo de Roma (más conocido como MACRO), el Museo Nacional de Arte de China, el Today Art Museum de Pekín y el Museo de Bellas Artes de China en Shanghái acogen sus exposiciones monográficas. Actualmente, sus obras forman parte de la colección permanente del Museo Nacional de Bellas Artes de China y del Gran Teatro Nacional de China. Además, desde 2011, dos de las principales obras de la artista adornan la sala de recepción de la Embajada de Francia en China, junto con los lienzos de otros dos artistas francochinos: Zao Wou-ki y Chu Teh Chun. Li Chevalier obtuvo la medalla de oro de la Sociedad Nacional de Bellas Artes (SNBA) de Francia por sus obras de instalación artística, así como el gran premio de escultura de la ADAGP en 2014.
Li Chevalier es conocida, sobre todo, por su pintura experimental, nacida de una fusión entre los medios de comunicación occidentales y los elementos del arte tradicional chino. También figura entre los artistas multimedia célebres por sus instalaciones y por su concepción personal de la escenografía.

## Biografía
Li Chevalier se instala en Francia en los años 80. Tras su formación de segundo ciclo en el Instituto de Estudios Políticos de París (1986-1900), continua sus estudios de tercer ciclo en filosofía política en la Universidad de París IV París-Sorbonne y en 1990, tutelada por Louis Sala-Molins y Robert Misrahi, obtiene su DEA (diploma de estudios avanzados) en filosofía política. Debido al dramático efecto que la revolución cultural ejerció sobre ella y sobre su generación, Li Chevalier consideró como algo inevitable este desvío hacia el estudio de la política y la filosofía.
Li Chevalier recibe su formación artística en los años 90, empezando por numerosas estancias de estudio en Italia, como, por ejemplo, su estancia en el Instituto de Arte y Restauración del Palazzo Spinelli en Florencia. En Francia, participó en clases magistrales impartidas por los pintores francesas Thibaut de Reimpré y Pierre-Henry. En 2003, es admitida en la Sociedad Nacional de Bellas Artes (SNBA) de Francia y figura entre los artistas que representan a la SNBA en uno de los principales eventos de arte del país: el "Art en Capital" en el Grand Palais en 2006.
En 2003, Li Chevalier viaja a Londres para perfeccionar su técnica en el Atelier Dalí del Central Saint Martins. Después, se inscribe para cursar estudios de bellas artes de tercer ciclo y, con el tutelaje de Stephen Williams, obtiene su diploma en 2007. En el mismo año, gana un concurso para participar en la exposición de verano de la Real Academia de Artes de Londres y es finalista del Celeste Art Price, un certamen organizado por la Universidad Goldsmiths de Londres. El rector de la Universidad de las Artes de Londres, Michael Bichard, descubre el trabajo de Li Chevalier y se convierte en uno de sus primeros coleccionistas londinenses.
En 2008, Li Chevalier regresa a China. El conocido teórico de arte chino Peng Feng, vicepresidente del Departamento de Investigación Estética de la Universidad de Pekín y director del pabellón chino en la 54 Bienal de Venecia, solicita la incorporación de la artista en la delegación china para la Bienal. Sin embargo, esto no fue posible debido a la nacionalidad francesa de la artista.

## Exposiciones principales

### Exposiciones monográficas

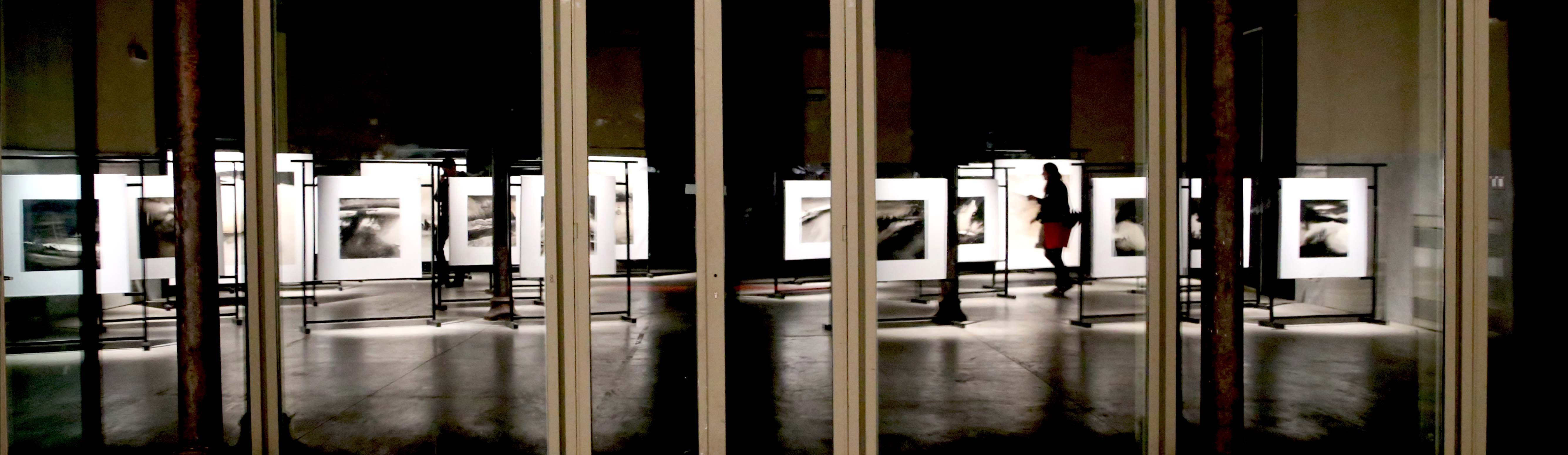
Monografía
Museo de Arte Contemporáneo de Roma - 2017

La última exposición monográfica de la artista tuvo lugar en el Museo de Arte Contemporáneo de Roma (MACRO) en 2017.
En diciembre de 2004, la Virginia Commonwealth University's School of the Arts dedica una exposición monográfica, Silence voilé (Silencio encubierto), a Li Chevalier. La artista presenta por primera vez su colección de pinturas de tinta experimental, representativas hoy en día de su estilo artístico. Además, en 2006, la Byam Shaw School of Art del Central Saint Martins acogió en Londres una monografía de la artista.

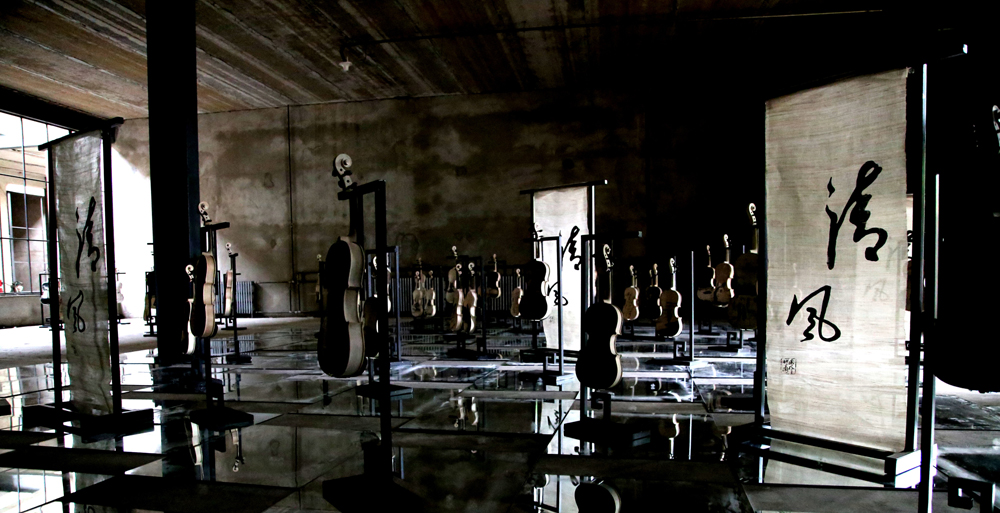
Instalación Cantabile per archi
Gran Teatro Nacional de China – 2013

Desde 2010, tres exposiciones retrospectivas de Li Chevalier fueron exhibidas sucesivamente en el Today Art Museum de Pekín (mayo de 2010), en el Museo Nacional de Arte de China (NAMOC por sus siglas en inglés) en Pekín (diciembre de 2010) y en el Museo de Bellas Artes de Shanghái (septiembre de 2011). Asimismo, su obra forma parte de la colección permanente del Museo Nacional de Bellas Artes de China desde 2010.
En 2014, con el patrocinio del alcalde de Burdeos, Alain Juppé, y del comité de celebración del 50 aniversario de las relaciones diplomáticas entre Francia y China del Ministerio de Asuntos Exteriores, la Base Sous-Marine de Burdeos (una antigua base submarina que hoy en día alberga exposiciones) presentó L'Art du Croisement (El arte del cruce), una monografía de Li Chevalier. Posteriormente, las obras de la artista pasarán a formar parte de la colección permanente del Instituto Cultural Bernard Magrez. Cabe apuntar que "Croisement" (cruce) es un metáfora empleada para referirse a integración de China y Francia en la obra de Li Chevalier. Estos dos países se representan como dos calles o corrientes que se cruzan en la obra de la artista.

### Exposiciones colectivas
En 2007, Li Chevalier ganó un concurso para exponer sus creaciones en la Real Academia de Artes de Londres. Sus obras también se exhibieron en numerosas ferias internacionales de arte, como la Feria Internacional del Arte de Londres (2007), la Feria Internacional del Arte de Glasgow (2008), la Feria Internacional del Arte del Norte (2008), la Feria Internacional del Arte de Shanghái (2008) y la Feria Internacional de Pekín (2011), así como en la Galería Nacional Al Vida de Doha en Catar (2003). En 2007 y 2011, Li Chevalier figuraba entre los representantes de la SNBA en el evento “Art en Capital” del Grand Palais de París.

Entre sus otros eventos artísticos se pueden destacar la Exposición Internacional de Esculturas e Instalaciones Open en Venecia, la exposición Arte por la Paz en la sede principal de la Unesco en París y las exposiciones en los siguientes establecimientos consagrados al arte: Huan Tie Times Art Museum de Xi An (2009), Museo de Bellas Artes de Wuhan en China (2010), Museo Jin Zhi Jian de Pekín (2010), Sunshine International Art Museum de Pekín (2010), Galería de Arte de la Universidad de Columbia en los Estados Unidos, Centro Cultural Coreano de Pekín, Galería New Age en la Ciudad de las Artes del Distrito Artístico 798 de Pekín, Galería Astley en Suecia y Academia de Bellas Artes de San Petersburgo (2015).

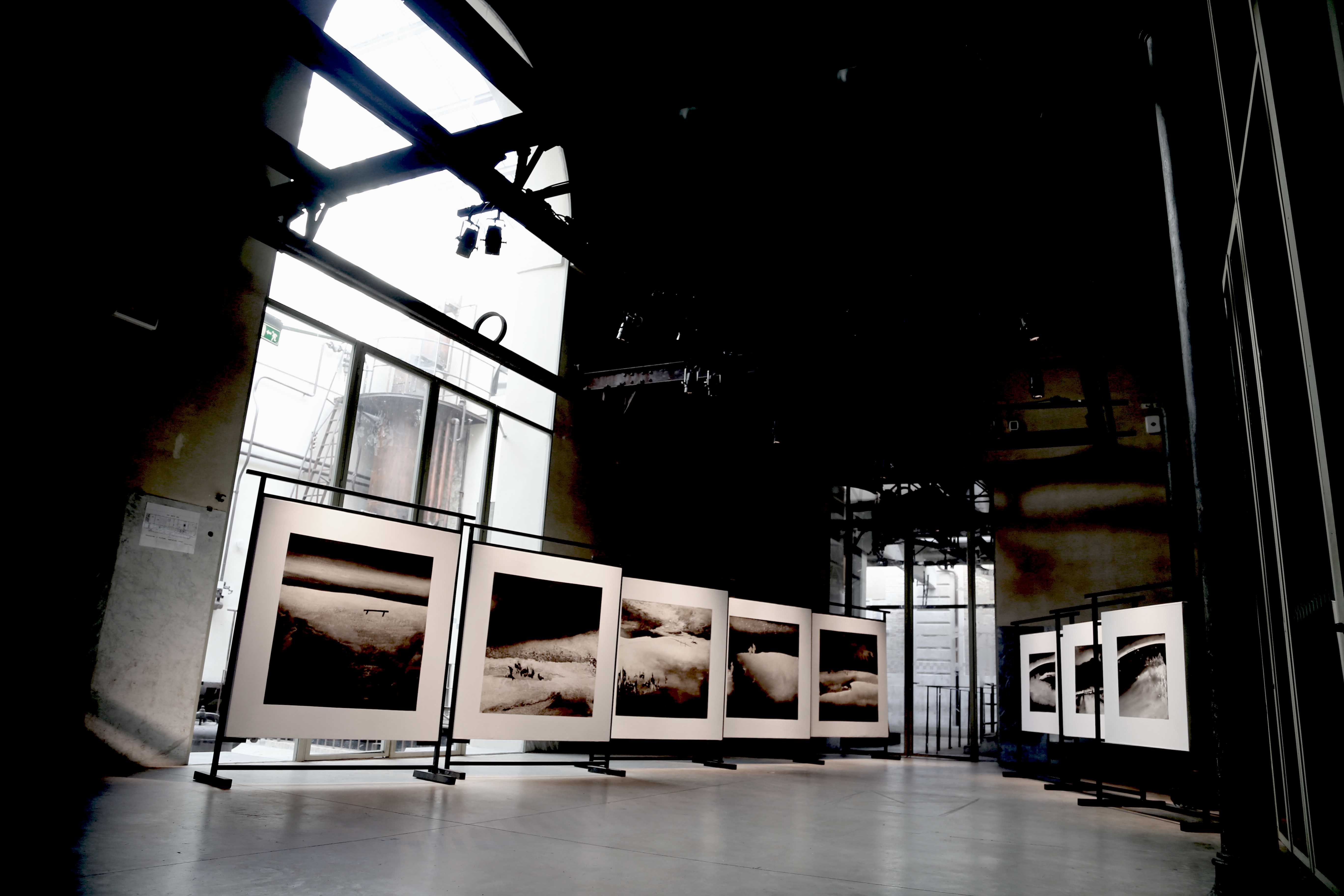
Monografía
Museo de Arte Contemporáneo de Roma – 2017

En diciembre de 2014, la Feria de la Sociedad Nacional de Bellas Artes en París dedica un espacio especial a Li Chevalier en el Carrousel du Louvre (centro comercial subterráneo donde se encuentra la pirámide invertida del Louvre) por su instalación Les stèles de lumière, homenaje a Victor Segalen (Las estelas de luz, homenaje a Victor Segalen).
En octubre de 2015, la artista expone sus obras en el marco de la exposición Vide et Plein, organizada por el Maison Bleu Studio. El crítico de la exposición, Gérard Xuringuera, dice de su trabajo que «es a la vez un tipo de melancolía y una distancia engañosa, pero, principalmente, una verdadera maestría. Estas imágenes serias y secretas se dibujan, esencialmente, a través de la evocación y nos transportan a la naturaleza, pero a la más pura de las naturalezas, que solo pertenece a su autora. En definitiva, Li Chevalier no ha cedido a la tentación de trazar un puente entre Oriente y Occidente, sino que ha creado un mundo, su propio mundo».

## Estilo artístico

### Pintura con tinta sobre lienzo

#### Encre et entre

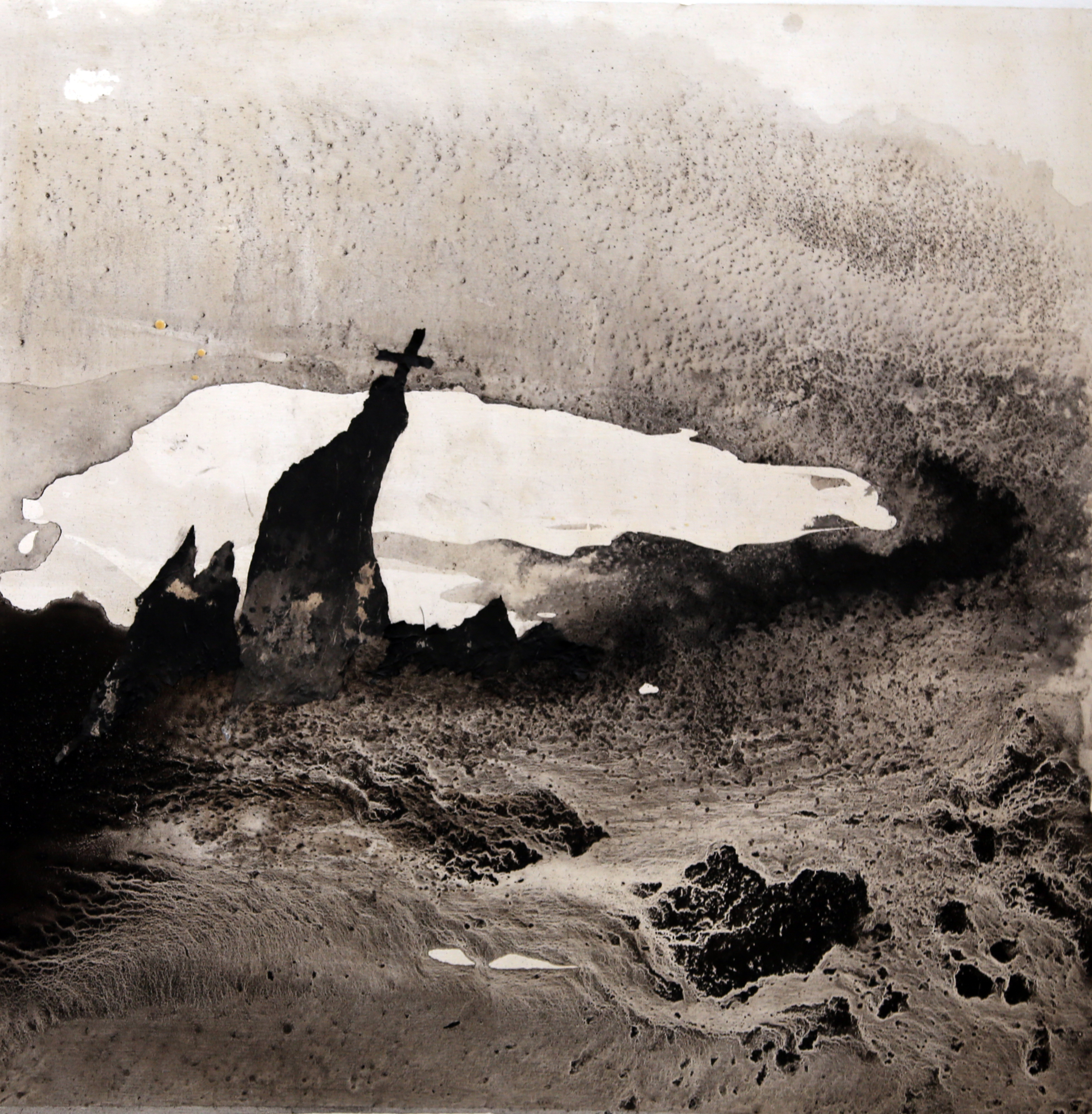
Homme Tri-dimensionnel – 2014

En un clima de intensa globalización cultural, la escena artística china se divide en dos tendencias antagonistas. Por un lado, el endurecimiento de la defensa de la identidad y, por el otro, el giro radical hacia un lenguaje artístico derivado de Occidente: el arte pop americano y el realismo o el surrealismo europeos. Tras vivir entre Asia y Europa durante tres decenios, Li Chevalier se une a los que optaban por un tercer camino. Su formación estuvo marcada por los dos polos artísticos de Occidente: Italia, donde el arte clásico persiste, y Londres (Central Saint Martin), más bien conocido por su vanguardismo. Ella se aventura en un terreno híbrido y habla de un lenguaje de encuentro.
Esto es lo que el sinólogo François Jullien dice del trabajo de Li Chevalier en el artículo Encre et Entre (tinta y entre) que le dedicó: «“Encre”: lenguaje artístico singular de un Oriente milenario. “Entre”: una ida y vuelta espacial entre dos corrientes, la de Oriente y la de Occidente; un diálogo temporal que vincula el pasado y el presente. Li Chevalier explota la fluidez de la tinta – comparada con la “pastosidad” de la pintura al óleo – y la ambigüedad de las formas en un lenguaje semiabstracto. Busca reforzar la lírica de la tinta china mediante una revolución del soporte y añadiendo otras materias: trabaja sobre lienzo integrando pigmentos, fragmentos minerales, arena, papel y caligrafía. También ha experimentado la diversificación de los formatos: de lo minúsculo a lo monumental, del rectángulo al cuadrado. En definitiva, su manera de abordar la escenografía permite que sus pinturas invadan todo el espacio de exposición, convertido en una verdadera instalación».
En cuanto al simbolismo, el paisaje de Li Chevalier, heredera de la escuela de pintura de los letrados, es un pretexto para exprimir su asombro filosófico. Sin signo evidente de profesar una religión, la artista representa el Torii, una especie de puerta instalada delante de los templos que marca la frontera entre el mundo material y el mundo de la meditación. Lo hace, por ejemplo, mediante el dibujo de un banco solitario adosado al vacío o perdido sobre una isla en el seno del océano, o de una cruz curvada por el viento. Los títulos de sus obras acentúan los símbolos: Vide de l'autre (Vacío del otro); Solitude qui habite l'homme (Soledad que habita el hombre); Au-delà de l'horizon (Más allá del horizonte) y Symphonie du destin (Sinfonía del destino). Esta última obra, exhibida en la sala de recepción de la Embajada de Francia en China desde 2011, es un paisaje de huida con siluetas que parecen ser aspiradas por el horizonte, la frontera del más allá. La presencia de formas derivadas de menhires bretones o corsos nos produce la misma fascinación que Victor Segalen experimentó con las lápidas: unas piedras esculpidas que forman la constelación de la tierra, que se erigen en el horizonte como puntos de referencia y que reflejan el curso del tiempo.

#### Belleza e ideal humanista

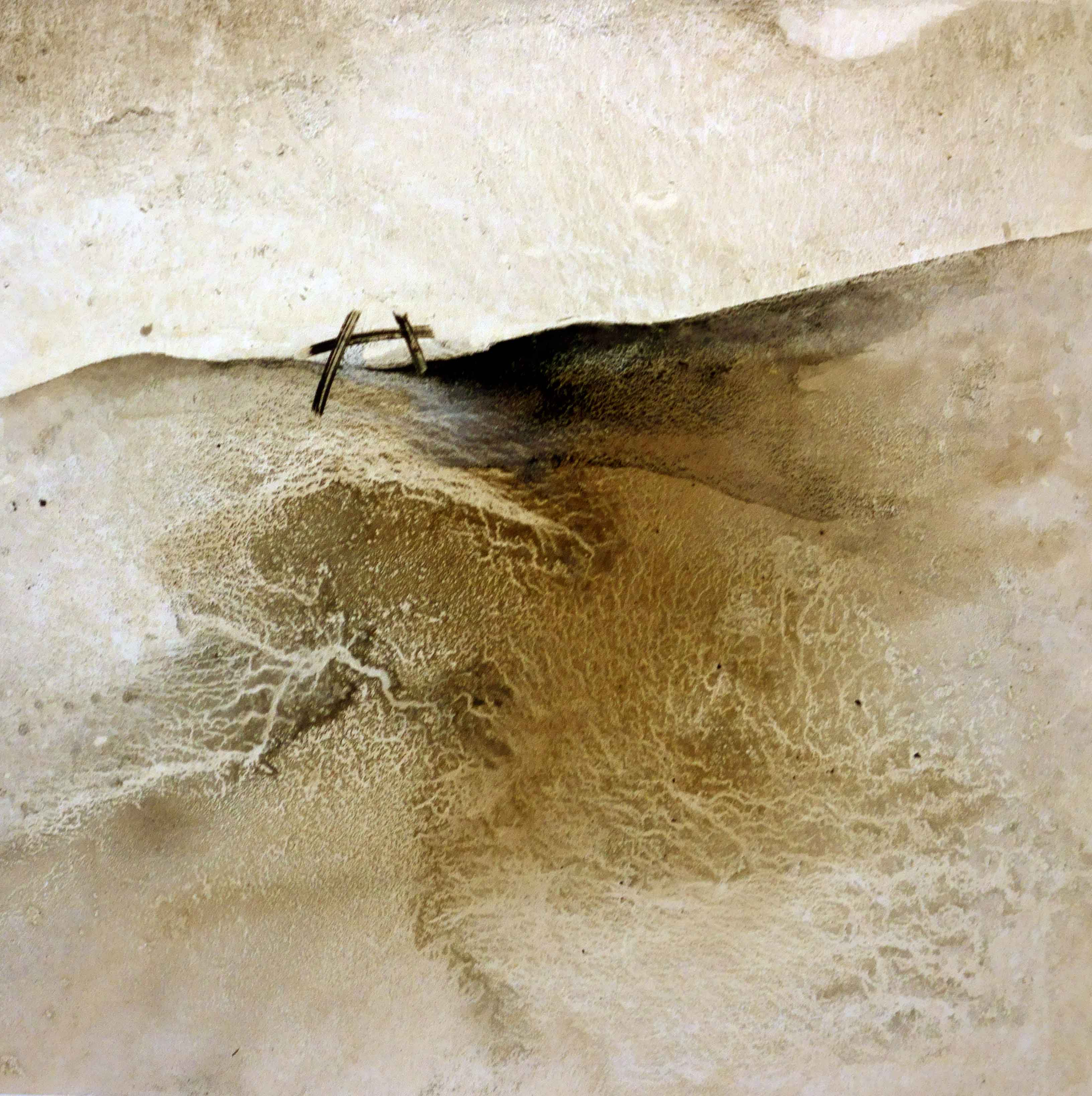
L'origine du monde, 150/150 cm, técnica mixta sobre lienzo Museo de Arte Contemporáneo de Roma

La infancia de Li Chevalier roza la locura humana característica de la revolución cultural, cuándo el asalto contra la belleza se desborda del ámbito artístico e inunda cada esquina de la esfera privada de los chinos. En 1990, en la facultad de filosofía de la Universidad de París IV París-Sorbonne, Li Chevalier dedica su tesis de doctorado en filosofía política a L'homme écran-l'incontournable morale politique (El hombre pantalla. La ineludible moral política). En 2007, la artista presenta su trabajo final de tercer ciclo de estudios de bellas artes, titulado L'art et la beauté (El arte y la belleza), en el Central Saint Martins de Londres, una institución reconocida por su vanguardismo y donde la transgresión estética es una corriente dominante. A la recherche de la beauté perdue (En busca de la belleza perdida) fue el título de los dos lienzos que presenta en la exposición de fin de estudios. En diversas conferencias pronunciadas en el Instituto Cultural Bernard Magrez en marzo de 2015 y, después, en el Instituto de Estudios Políticos de París y en Le Havre en marzo de 2016, Li Chevalier declaró en varias ocasiones su convicción de que los sentimientos más fuertes de exaltación nacen del prisma de emociones estéticas de las obras. Además, afirmaba que la emoción estética no se materializa sin un profundo apego al valor de la vida.
La artista recita incansablemente este pasaje de Cinco meditaciones sobre la belleza de François Cheng. Es, a su parecer, la mejor síntesis de: la belleza, el ideal humanista que la alimenta y lo profundamente que había quedado marcada por un entorno de rechazo.
«Podríamos imaginar un universo que solo fuera “verdadero”, sin que rozara siquiera la menor idea de belleza… Estaríamos ante un orden de “robots”, y no ante el de la vida. De hecho, el campo de concentración del siglo XX nos proporciona una terrible imagen…»
En 2014, Li Chevalier entabla relaciones con el crítico de arte chino Peng Fenf, con Pan Gaongkai, director de la Academia Central de Bellas Artes de China Archivado el 13 de marzo de 2018 en Wayback Machine., y con Luc Ferry, filósofo francés, a través de una conferencia-diálogo en China sobre La naissance de l'esthétique moderne et la question du critère du beau (el nacimiento de la estética moderna y la cuestión del criterio de lo bello).

### Instalaciones y escenografía
Las exposiciones e instalaciones de Li Chevalier se distinguen por su concepción escenográfica y por su composición espacial específica, que incorporan una cierta dimensión teatral. La artista pone el acento sobre el uso de la luz, del entorno y del sonido, pero también sobre la participación de los visitantes. Todo esto contribuye a una experiencia sensorial que aúna espectáculo y obra. 

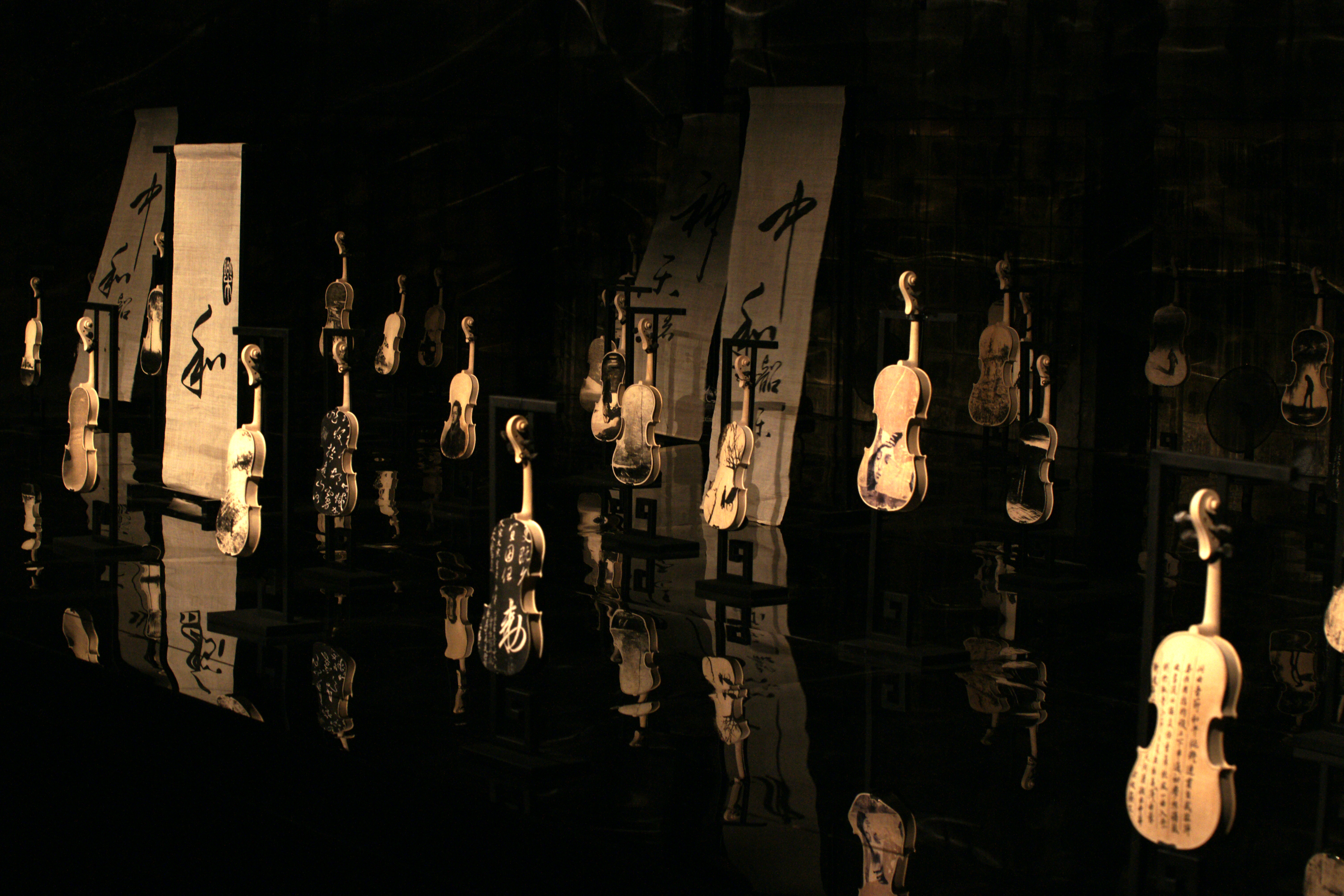
Monografía
Instalación, Museo de Arte Contemporáneo de Roma - 2017

#### Cantabile pour archi
Cantabile pour archi (Cantábile para cuerda) es una instalación monumental compuesta por un «bosque» de instrumentos de cuerda. Estos violines, violas y violonchelos «made in China» en estado bruto, están adornados por trazas de tinta y caligrafía. La instalación fue diseñada a partir de una pieza sinfónica del compositor letón Peteris Vasks, Cantabile per archi, con la cual Li Chevalier evocaba la visión de un bosque de instrumentos «archi» (de cuerda) en la vasta naturaleza, con gritos desgarradores de desesperación, frutos de una trágica dicotomía entre el ideal humano del compositor y la realidad devastadora de los dramas históricos que golpearon a su gente. Con esta instalación, Li Chevalier crea un eco, unas sombras nacidas de las pruebas a las que se vieron sometidos estos dos países tan lejanos, pero que comparten un destino de extraño parecido. Una especia de unión entre dos espíritus, entre dos formas de arte.
Esta instalación fue creada el 3 de julio de 2013 en el marco del Croisement en el Gran Teatro Nacional de China, obra del arquitecto francés Paul Andreu y un lugar simbólico. Se representó un preludio en el concierto en China de Philippe Jordan, jefe de la Ópera de París. Li Chevalier se apropió del Gran Teatro Nacional de China con su bosque de violines compuesto por centenares de instrumentos de cuerda: violines, violas y violonchelos en todas sus formas, en estado bruto o terminados, decorados con tinta y caligrafía, vinculando así el arte y la música en su Symphonie visuelle (sinfonía visual). Fréderic Laroque, concertino de la Ópera de París, improvisa en medio de esta instalación antes de dar un concierto para violín acompañado por la Orquesta Sinfónica Nacional de China Archivado el 13 de marzo de 2018 en Wayback Machine., con Philippe Jordan como director.
Esta instalación también fue presentada en el marco de la celebración del 50 aniversario de las relaciones entre Francia y China en Base Sous-Marine de Burdeos, acompañada por un concierto del Cuarteto de la Ópera de París. Fue recreada en 2017 en el Museo de Arte Contemporáneo de Roma (MACRO) para crear una instalación multimedia que sincroniza sonido y luz, acompañada de una proyección de vídeo. 

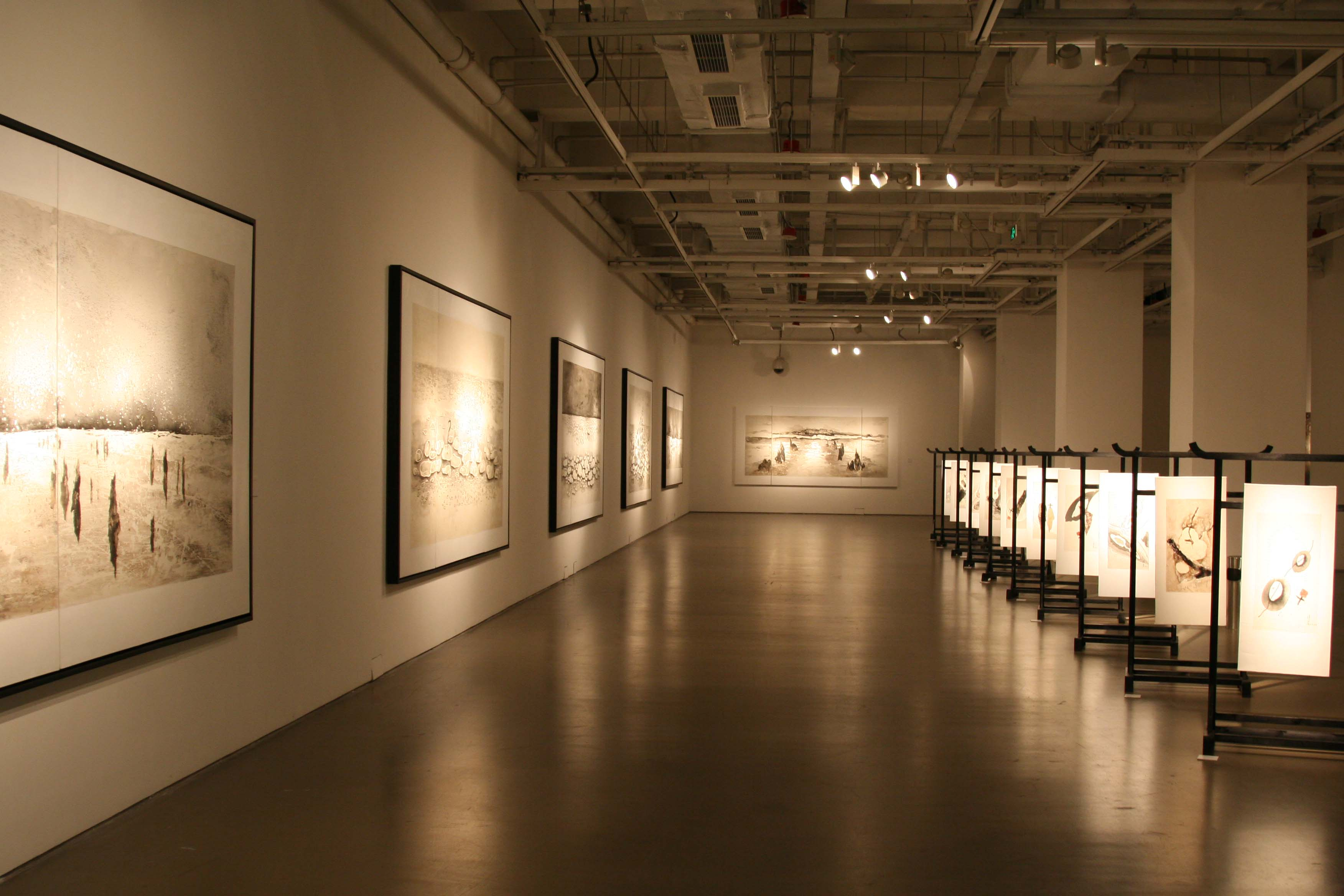
Monografía
Today Art Museum de Pékin - 2010

#### Entre música y arte visual

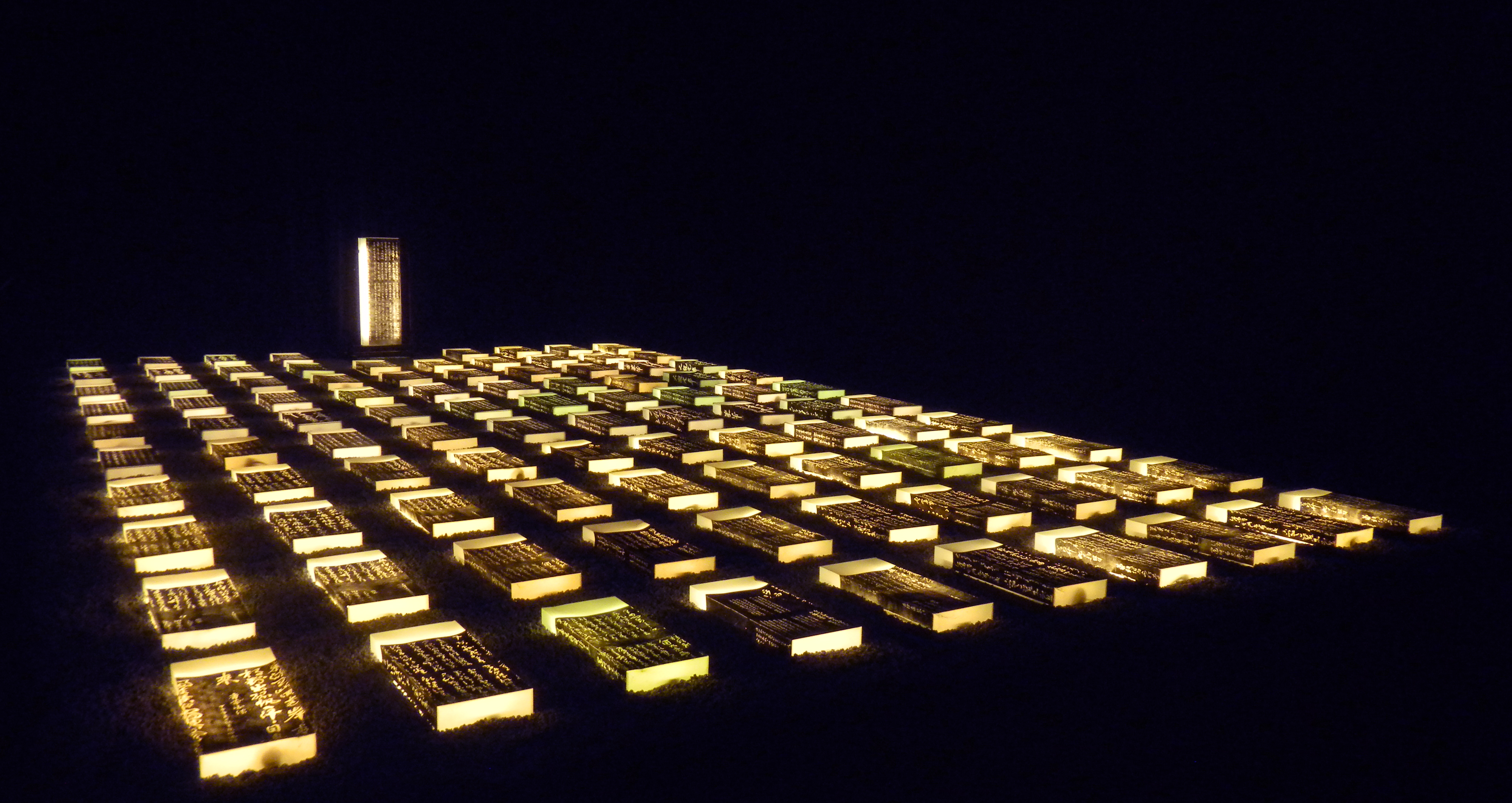
Les Stèle de Lumière
Instalación, Base Sous-Marine de Burdeos – 2014

La infancia de Li Chevalier estuvo marcada por su educación artística. Esto la condujo a adentrarse en el mundo de la música. A los 15 años fue elegida por la compañía de ópera de la armada china para formarse en canto. Aunque su actividad profesional gira alrededor de las artes plásticas, la música siempre ha permanecido como una de sus pasiones. Li Chevalier fue soprano del coro de la Orquesta de París, dirigido por Arthur Oldham y Semión Bychkov, y actuó en numerosos conciertos dirigidos por el director de orquesta francés Hugues Reiner.
La artista ha colaborado con los músicos de la Ópera de París desde 1991, escenificando dos conciertos junto con el concertino de la Ópera de París, Frédéric Laroque, la antigua Orquesta Sinfónica de Radiodifusión de China y la Orquesta Sinfónica de Cine y de Radiodifusión de China. Además, una exposición en solitario de Li Chevalier en diciembre de 2004, titulada Peindre la musique (Pintar la música) y patrocinada por la Fundación Catar, contó con una actuación del Cuarteto de cuerdas de la Ópera de París. En 2010,  la Alianza Francesa de Pekín organiza su exposición en solitario titulada Symphonie Visuelle (Sinfonía visual), que rendía homenaje al compositor letón Pēteris Vasks. El Cuarteto de la Ópera de París actuó en el acto de inauguración de la exposición L'art du croisement (El arte del cruce) de la artista en julio de 2014 en la Base Sous-Marine de Burdeos.
La música es uno de los temas recurrentes en su obra. Su pintura titulada J'Entends l'Eau Rêver (Escucho el agua soñar), exhibida en la Real Academia de Artes de Londres en 2007, es un homenaje al compositor japonés Takemitsu. El cuadro Symphony of Destiny (Sinfonía del destino), que pertenece a la colección de la Embajada de Francia en China, es un homenaje a Beethoven. Entre otras muchas composiciones musicales que inspiraron a Li Chevalier podemos citar las siguientes: Le Sacre du Printemps de Igor Stravinsky (colección privada en Estados Unidos), Noche Transfigurada de Arnold Schönberg (titítulo en el idioma original: Verklärte Nacht) y Les Inventions à Deux Voix de Bach. En 2011, su instalación exhibida en el Museo de Bellas Artes de Shanghái Archivado el 10 de marzo de 2018 en Wayback Machine., estaba enormemente inspirada en el concierto para violín Black, White and in between del compositor flamenco Dirk Brossé.

#### Stèle de Lumière

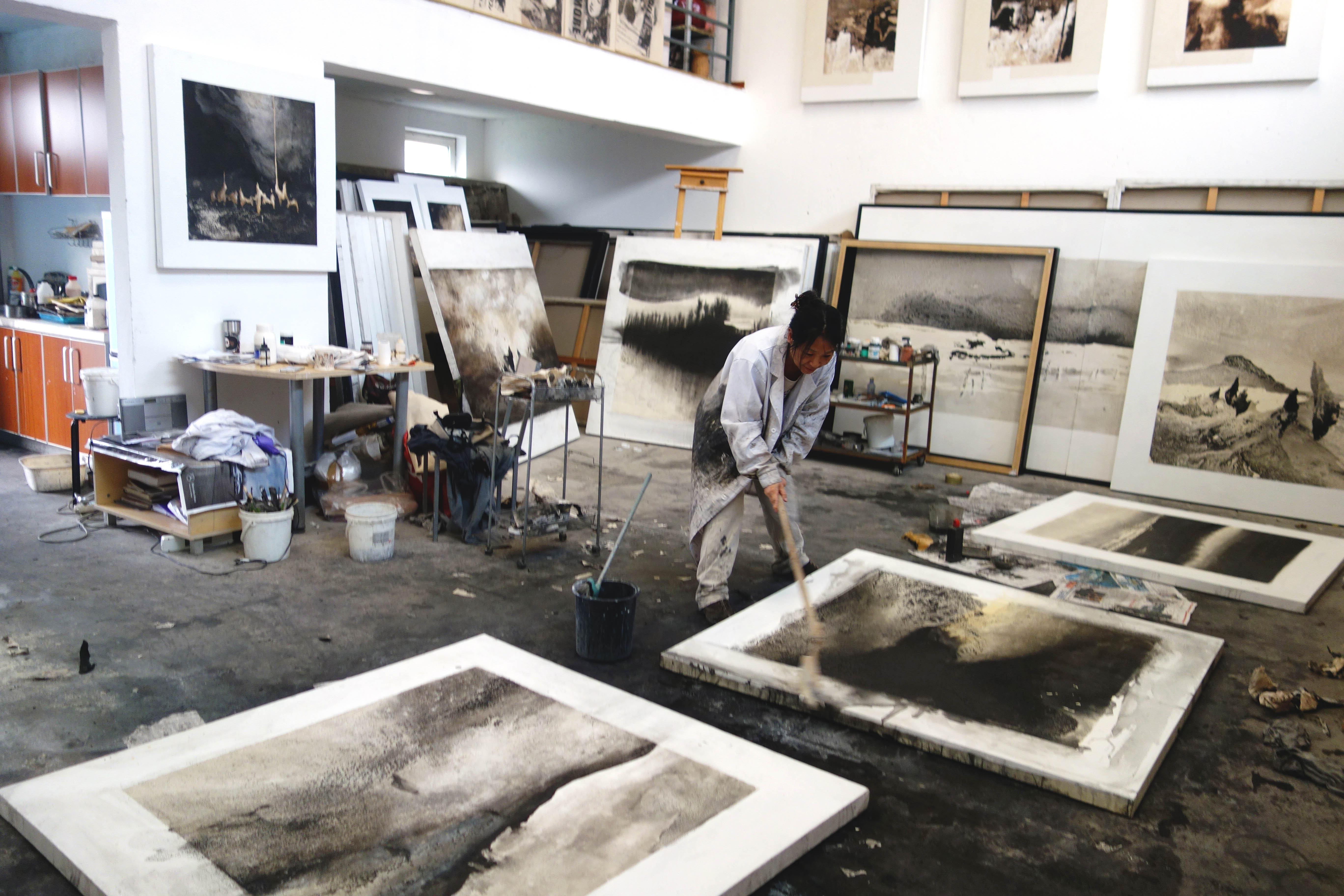
Li Chevalier dans son atelier de Pékin- 2016

Con ocasión de la celebración del 100 aniversario de la publicación de Stèles de Victor Segalen, el Instituto Francés de Pekín presentó la obra Les Stèle de Lumière (Las estelas de luz) de Li Chevalier en la Biblioteca Nacional de China. Esta instalación estaba compuesta por ochenta y una estelas con forma de caja, iluminadas y encoladas con litografías de estelas gravadas con caligrafía de diferentes siglos.  Actualmente, estas estelas de piedra se conservan en el Museo del Bosque de Estelas de Xian.
El número de estelas hace referencia a la tirada de la edición original del libro de Segalen. Este número también coincide con el total de piedras del último círculo de la tercera terraza del altar del Templo del Cielo en Pekín. Las estelas de Li Chevalier están encoladas sobre un soporte metálico e iluminadas desde dentro. Al igual que las estelas de piedra en las entradas de los templos o aquellas que se alzan perdidas en los paisajes de China, como alabanza a un gran hombre o en conmemoración de un poeta, estas estelas poéticas sacan a la luz la huella de un pasaje, la sombra de un alma desaparecida.
Para la artista, estas estelas portadoras de una huella, de una civilización, de un arte, no son testimonio del final de la vida, sino del profundo deseo humano de la eternidad. Esto constituye, a su vez, un tema recurrente en las primeras obras de pintura de la artista, por el uso frecuente de collages de litografía de estelas chinas y de figuras-sombras que, para los amantes de las tierras celtas, evocan los menhires bretones.

## Obras principales
- 2007: La Voix du silence, (La voz del silencio) tinta experimental en lienzo, 137 cm*137 cm, colección privada en Reino Unido, obra exhibida en la Real Academia de Artes de Londres
- 2008: La tolérance du vide, (La tolerancia del vacío)150 cm*150 cm, colección privada, obra exhibida en el Grand Palais
- 2010: L'attente, (La espera) tinta experimental en lienzo, 350 cm*195 cm, colección del Museo Nacional de Bellas Artes de China
- 2011: Symphonie du destin, (Sinfonía del destino) tinta experimental en lienzo, 350 cm*195 cm, colección de la Embajada de Francia en China
- 2011: L'origine, (El origen) tinta experimental en lienzo, 180 cm*180 cm, colección de la Embajada de Francia en China
- 2012: Montagne éternelle, (Montaña eterna)tinta experimental en lienzo, 350 cm*195 cm, colección de la Ópera Nacional de China
- 2013: Cantabile pour archi, (Cantábile para cuerda) instalación, colección permanente de la Ópera Nacional de China
- 2013: Absence, (Ausencia) tinta experimental en lienzo, 300 cm*150 cm, colección del Instituto Beranard Magrez
- 2013: La volonté de puissance, (Voluntad de poder) La tinta experimental en lienzo, 150 cm*150 cm, colección del Instituto Beranard Magrez
- 2013: Interrogation, (Interrogación) tinta experimental en lienzo, 180 cm*180 cm, colección del Instituto Beranard Magrez